# Le Trou du souffleur

Le Trou du souffleur est une série de Bande dessinée franco-belge humoristique, publiée sous forme de strips, créée en 1987 par Paul Deliège dans le n°2565 du Journal de Spirou.

Titre de la série dans le Journal de Spirou.

- Auteur : Paul Deliège

Cette série est terminée.

## Synopsis
Il arrive que les héros de BD oublient leur texte. Heureusement, le trou du souffleur est là pour le leur rappeler.

## Personnages
- Le souffleur et son trou, on ne voit que ses yeux dans le trou.
- Paul Deliège, l'auteur, apparaît parfois dans la série.

## Albums
Un album en noir et blanc distribué gratuitement aux professionnels et aux abonnés, avec 30 gags inédits et qui mettent en scène un personnage du journal de Spirou différent à chaque gag. (1990)

## Publication
La série a été publiée dans le journal de Spirou entre 1987 et 1994.